# Afro-skandinaviska ungdomskongressen

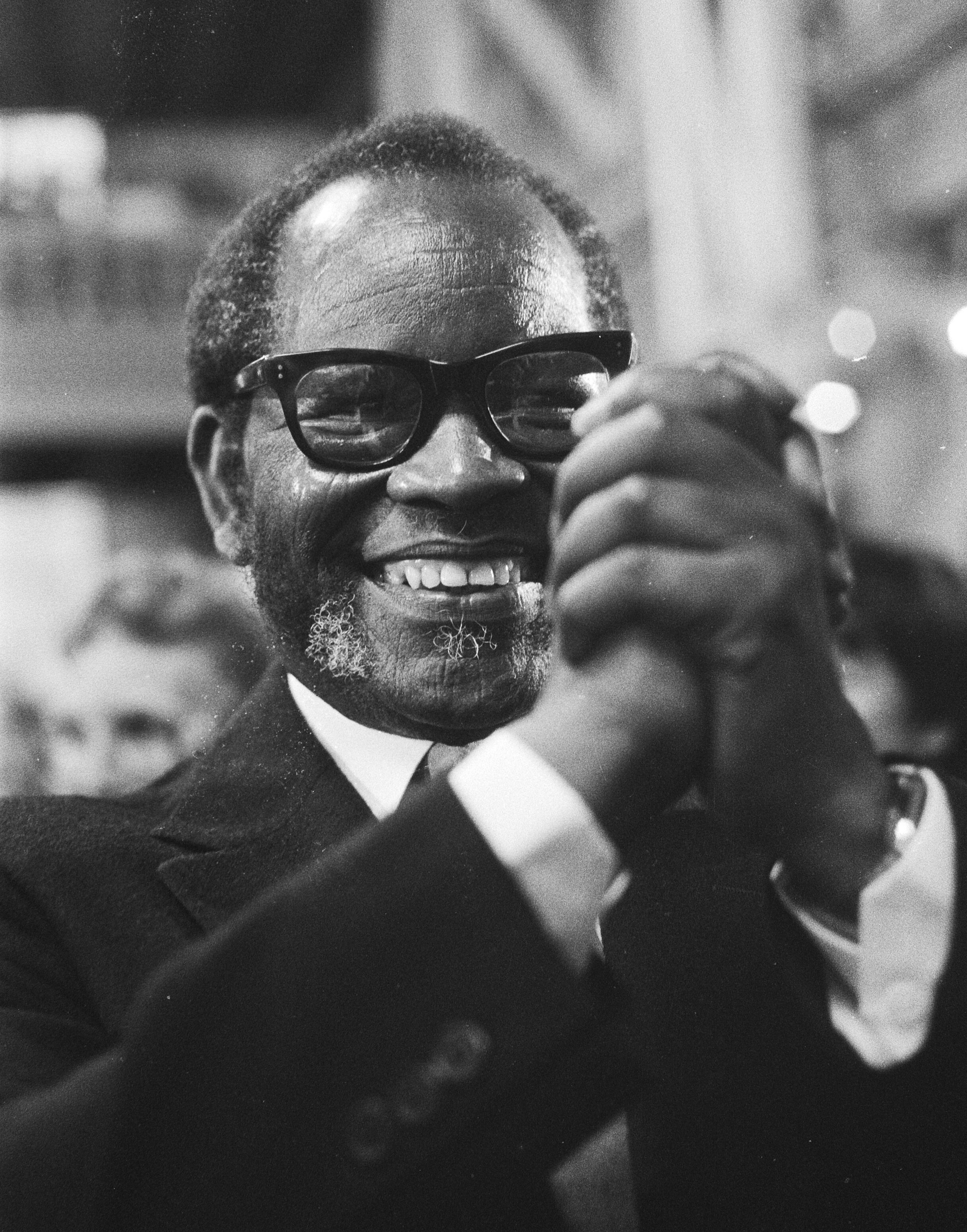
Oliver Tambo var en av många afrikaner som deltog på kongressen.

Afro-skandinaviska ungdomskongressen var en kongress som ägde rum på Universitetet i Oslo, under närapå tre veckor sommaren 1962. Kongressen var anordnad av politiska ungdoms- och studentorganisationer i alla fem länder i Norden (Danmark, Sverige, Norge, Island och Finland), från alla större politiska läger. Kongressen var banbrytande för regionala initiativ inom utvecklings- och utrikespolitik, och stack ut som ett internationellt studentsamarbete i en tid då Kalla kriget oftast medförde stor politisk splittring mellan olika länders studentorganisationer.
På kongressen deltog totalt 225 delegater. Av dessa kom 125 från Afrika och 100 från Norden. Den svenske Björn Kumm satt i presidiet på kongressen. De flesta afrikanska länder hade delegater på plats, även om en fjärdedel var från södra Afrika. Olav V av Norge och Harald V av Norge bjöd de afrikanska delegaterna på en mottagning och en veckolång resa i västra Norge. De afrikanska delegaterna gjorde dock klart att de var där för att driva politik, och drev igenom en rad resolutioner om aktuella frågeställningar. Resolutionerna stöddes i allmänhet av liberaler och socialister, men inte av konservativa. En av resolutionerna såg Europeiska ekonomiska gemenskapen som nykolonialism, och huvudresolutionen krävde sanktioner mot Sydafrika på grund av apartheid-systemet. African National Congress, det sydafrikanska parti som bland annat Nelson Mandela tillhörde, hade åtta delegater på plats, och deras sak stöddes även av Namibias delegater. En lång rad av deltagarna var framträdande ledare i både Afrika och Norden, och därför innebar kongressen en viktig mötesplats för framtida samarbete.
Ett viktigt resultat från kongressen var ökad insikt om portugisiska kolonier. São Tomé och Príncipes och Moçambiques framtida presidenter var där, liksom Angolas framtida försvarsminister. I allmänhet var tyngdpunkten, trots närvaro från hela Afrika, framförallt riktat mot Södra Afrika. Kongressen avslutades med ett stort öppet möte på Stortorget i Oslo. Den gav även Oliver Tambo möjlighet att efteråt träffa Norges statsminister Einar Gerhardsen, Sveriges Tage Erlander och Danmarks Viggo Kampmann. Anna-Greta Leijon konstaterade att kongressen innebar viktiga framtida kontakter med unga politiker i Södra Afrika, och att dessa kom till stor användning i Sverige. Såväl sydafrikanska som nordiska politiker har konstaterat att kongressen framgent spelade stor roll.